# Лепский, Юрий Михайлович
Юрий Михайлович Лепский (род. 20 апреля 1950, Нижний Тагил, Свердловская область) — российский писатель, журналист и фотохудожник. Автор книг о Бродском. Заслуженный журналист Российской Федерации (2025).

## Биография
Родился и вырос в Нижнем Тагиле, в семье металлурга. В 1972 году окончил факультет журналистики Уральского государственного университета. Проходил практику в газете «Тагильский рабочий».
С 1972 по 1978 год работал литературным сотрудником, заведующим отделом, ответственным секретарем газеты «Молодой дальневосточник» в Хабаровске. С 1978 по 1980 год служил в рядах Советской армии замполитом автороты военной части в Хабаровске. В дальнейшем был собственным корреспондентом газеты «Комсомольская правда» в Новосибирске.
С 1984 по 1988 год — заведующий отделом, ответственный секретарь газеты «Комсомольская правда».
С 1988 по 1991 год — собственный корреспондент «Комсомольской правды» в Индии.
С 1991 года — политический обозреватель газеты «Труд». С начала 2000-х — первый заместитель главного редактора «Российской газеты».
Свою первую книгу об Иосифе Бродском опубликовал в 2010 году. Ее презентация сопровождалась фотовыставкой автора, которого литературовед Павел Басинский назвал «профессиональным фотохудожником».

## Награды
- Заслуженный журналист Российской Федерации (23 апреля 2025 года) — за заслуги в развитии отечественной журналистики и многолетнюю плодотворную работу[2].
- Премия города Москвы в области журналистики «за создание мультимедийного формата столичного выпуска „Российской газеты“» (2014)[3]
- Премия Правительства РФ в области средств массовой информации за 2014 год (2015)[4].
- Высшая награда в области журналистики РФ — премия «Золотое перо» (2017)[5].

## Личная жизнь
Имеет двух детей от разных браков: дочь и сына. Супруга (по данным на 2014 год) — журналистка Ариадна Рокоссовская.